# U-851
| U-851                      | U-851 | U-851 |
| -------------------------- | --- | --- |
|                            | | |
|                            | | |
|                            | | |
| Під прапором               | Третій Рейх | Третій Рейх |
| Спуск на воду              | 15 січня 1943 року | 15 січня 1943 року |
| Виведений зі складу флоту  | 21 травня 1943 року | 21 травня 1943 року |
| Сучасний статус            | Після 27 березня 1944 року зник безвісти у Північній Атлантиці                                                                                                  | Після 27 березня 1944 року зник безвісти у Північній Атлантиці                                                                                                  |
| Проєкт                     | | |
| Тип ПЧ                     | Торпедний ДПЧ | Торпедний ДПЧ |
| Розробник проєкту          | Deutsche Schiff- und Maschinenbau, AG Weser, Бремен | Deutsche Schiff- und Maschinenbau, AG Weser, Бремен |
| Основні характеристики     | | |
| Швидкість (надводна)       | 20,8 вузла | 20,8 вузла |
| Швидкість (підводна)       | 6,9 вузла | 6,9 вузла |
| Робоча глибина занурення   | 100 м | 100 м |
| Гранична глибина занурення | 230 м | 230 м |
| Автономність плавання      | 12 750 миль (23 610 км) на швидкості 10 вузлів (19 км/год) (у надводному положенні) 57 миль (106 км) на швидкості 4 (7,4 км/год) вузли (у підводному положенні) | 12 750 миль (23 610 км) на швидкості 10 вузлів (19 км/год) (у надводному положенні) 57 миль (106 км) на швидкості 4 (7,4 км/год) вузли (у підводному положенні) |
| Екіпаж                     | 55—63 особи | 55—63 особи |
| Розміри                    | | |
| Довжина найбільша (по КВЛ) | 87,58 м | 87,58 м |
| Ширина корпусу найб.       | 7,5 м | 7,5 м |
| Висота                     | 10,2 м | 10,2 м |
| Середня осадка (по КВЛ)    | 5,4 м | 5,4 м |
| Водотоннажність надводна   | 1610 т | 1610 т |
| Озброєння                  | | |
| Артилерія                  | 1 × 105-мм палубна гармата SK C/32 | 1 × 105-мм палубна гармата SK C/32 |
| Торпедно- мінне озброєння  | 4 носових і два кормових ТА. 24 торпеди або морські міни: 48 TMA чи 72 TMB                                                                                      | 4 носових і два кормових ТА. 24 торпеди або морські міни: 48 TMA чи 72 TMB                                                                                      |
| ППО                        | 1 × 37-мм зенітна гармата FlaK 36/37/43 2 (1 × 2) × 20-мм зенітні гармати FlaK 30                                                                               | 1 × 37-мм зенітна гармата FlaK 36/37/43 2 (1 × 2) × 20-мм зенітні гармати FlaK 30                                                                               |
| Авіація                    | 1 × безмоторний розвідувальний автожир Fa 330 | 1 × безмоторний розвідувальний автожир Fa 330 |

U-851 — німецький підводний човен океанського класу типу IXD2, що входив до складу Крігсмаріне за часів Другої світової війни. Закладений 18 березня 1942 року на верфі Deutsche Schiff- und Maschinenbau, компанії AG Weser у Бремені. Спущений на воду 15 січня 1943 року, а 21 травня 1943 року корабель увійшов до складу 4-ї навчальної флотилії ПЧ ВМС нацистської Німеччини. Єдиним командиром човна був корветтен-капітан Ганнес Вайнгертнер.

## Історія
U-851 належав до німецьких великих океанських підводних човнів типу IXD2. 26 лютого 1944 року вийшов у перший і останній бойовий похід в Атлантичний океан. 27 березня човен і всі 70 членів екіпажу зникли безвісти в Північній Атлантиці поблизу узбережжя Ньюфаундленда.